# Drama (stacja kolejowa)
Drama (grecki: Σιδηροδρομικός Σταθμός Δράμας) – stacja kolejowa w miejscowości Drama, w regionie Macedonia Wschodnia i Tracja, w Grecji. Położona jest na obrzeżach miasta i jest obsługiwana przez pociągi dalekobieżne OSE między Salonikami i Aleksandropolis.

## Linie kolejowe
- Saloniki – Aleksandropolis − linia niezelektryfikowana i jednotorowa